# Butler Beach
Butler Beach es un lugar designado por el censo del condado de San Juan, Florida, Estados Unidos. Según el censo de 2020, tiene una población de 4978 habitantes.
En los Estados Unidos, un lugar designado por el censo (traducción literal de la frase en inglés census-designated place, CDP) es una concentración de población identificada por la Oficina del Censo exclusivamente para fines estadísticos.

## Geografía
Se localiza en las coordenadas 29°47′56″N 81°15′53″O / 29.79889, -81.26472 (29.798881, -81.264799). Según la Oficina del Censo, tiene una superficie total de 6.88 km², de los cuales 6.59 km² corresponden a tierra firme y 0.29 km² están cubiertos de agua.

## Demografía
Según el censo de 2020, hay 4978 personas residiendo en la zona. La densidad de población es de 755.39 hab./km². El 92.41% de los habitantes sonblancos, el 0.66% son afroamericanos, el 0.22% son amerindios, el 0.44% son asiáticos, el 0.04% son isleños del Pacífico, el 0.52% son de otras razas y el 5.71% son de una mezcla de razas. Del total de la población, el 4.24% son hispanos o latinos de cualquier raza.